# Chlorophytum chariense
Chlorophytum chariense är en sparrisväxtart som beskrevs av Auguste Jean Baptiste Chevalier. Chlorophytum chariense ingår i släktet ampelliljor, och familjen sparrisväxter. Inga underarter finns listade i Catalogue of Life.